# Premi al Jugador Més Esportiu de l'NBA

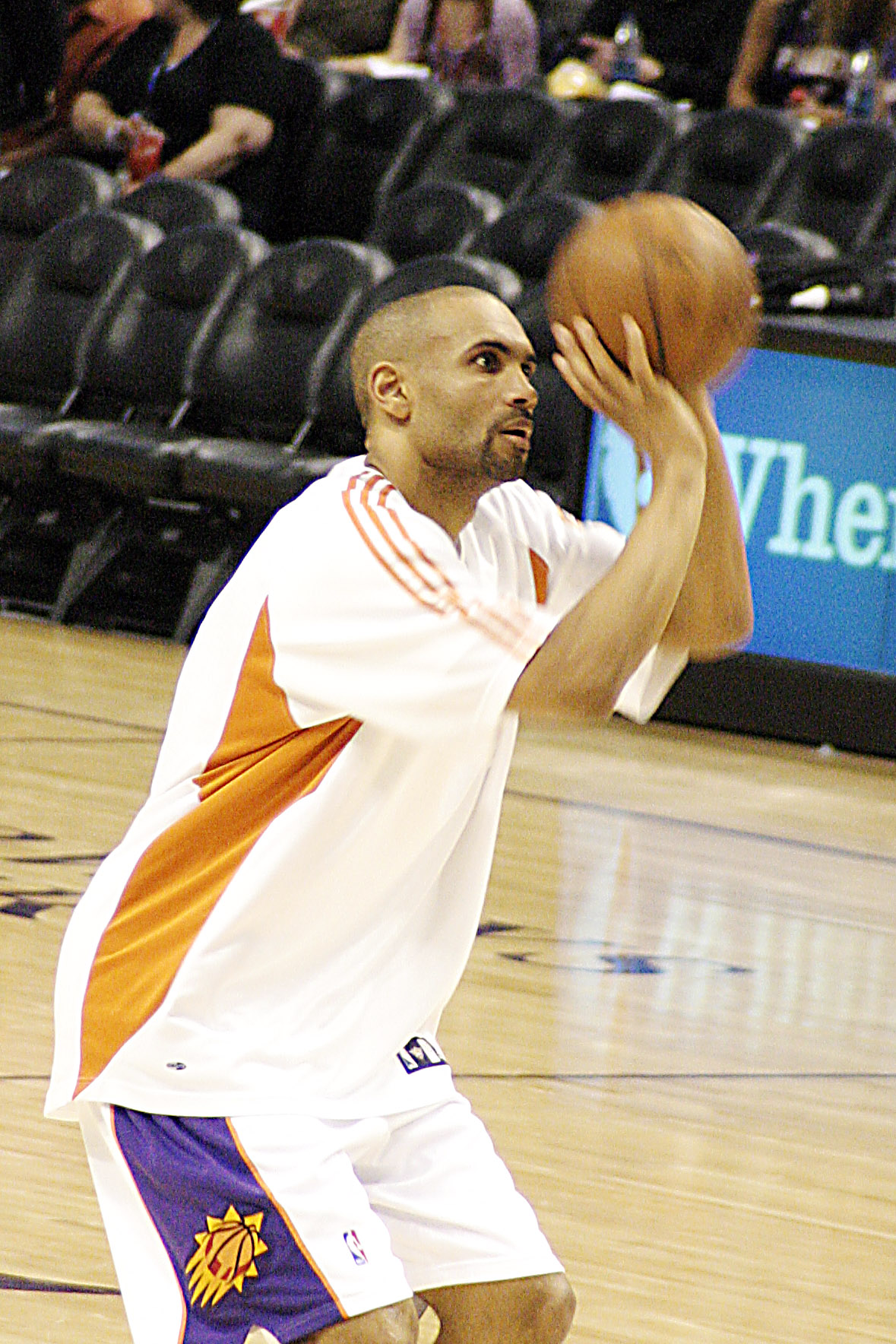
Grant Hill és l'únic jugador que ha guanyat 3 vegades aquest premi: ho va fer a les temporades 2004-05, 2007-08 i 2009-10).

El Premi al Jugador Més Esportiu de l'NBA (NBA Sportsmanship Award o Joe Dumars Trophy, en honor del primer guanyador) és un premi anual atorgat per l'NBA des del 1996 al jugador més esportiu, amb millor comportament i joc net a la pista. El premi és similar al Kim Perrot Sportsmanship Award, atorgat per l'WNBA des de la fundació de la lliga el 1997. Ambdós premis també són comparables al Trofeu Lady Byng de l'NHL encara que, a diferència d'aquest últim, els 2 primers no exigeixen excel·lència purament esportiva en el joc.
Cada any, els 30 equips de l'NBA nominen a un dels seus jugadors per a competir pel guardó. D'aquests 30, 6 jugadors (1 per divisió) són seleccionats com els Jugadors Més Esportius de Divisió. Al final de la fase regular de la temporada, els jugadors de l'NBA realitzen el seu vot amb el següent valor: 11 punts (primer lloc), 9 punts (segon lloc), 7 punts (tercer lloc), 5 punts (quart lloc), 3 punts (cinquè lloc) i 1 punt (sisè lloc). Finalment, l jugador amb més punts és guardonat amb aquest premi.
Des de la seva creació, només Grant Hill i Jason Kidd l'han assolit en més d'una ocasió. Per altra banda, únicament 2 equips disposen de diversos jugadors com a guanyadors d'aquest premi: els San Antonio Spurs (3 guardons) i els Seattle SuperSonics (2 guardons). Dels guanyadors d'aquest premi, únicament Joe Dumars i David Robinson han estat inclosos en el Basketball Hall of Fame. En l'àmbit internacional, Luol Deng és l'únic estranger que ha obtingut aquest premi.

## Gunyadors

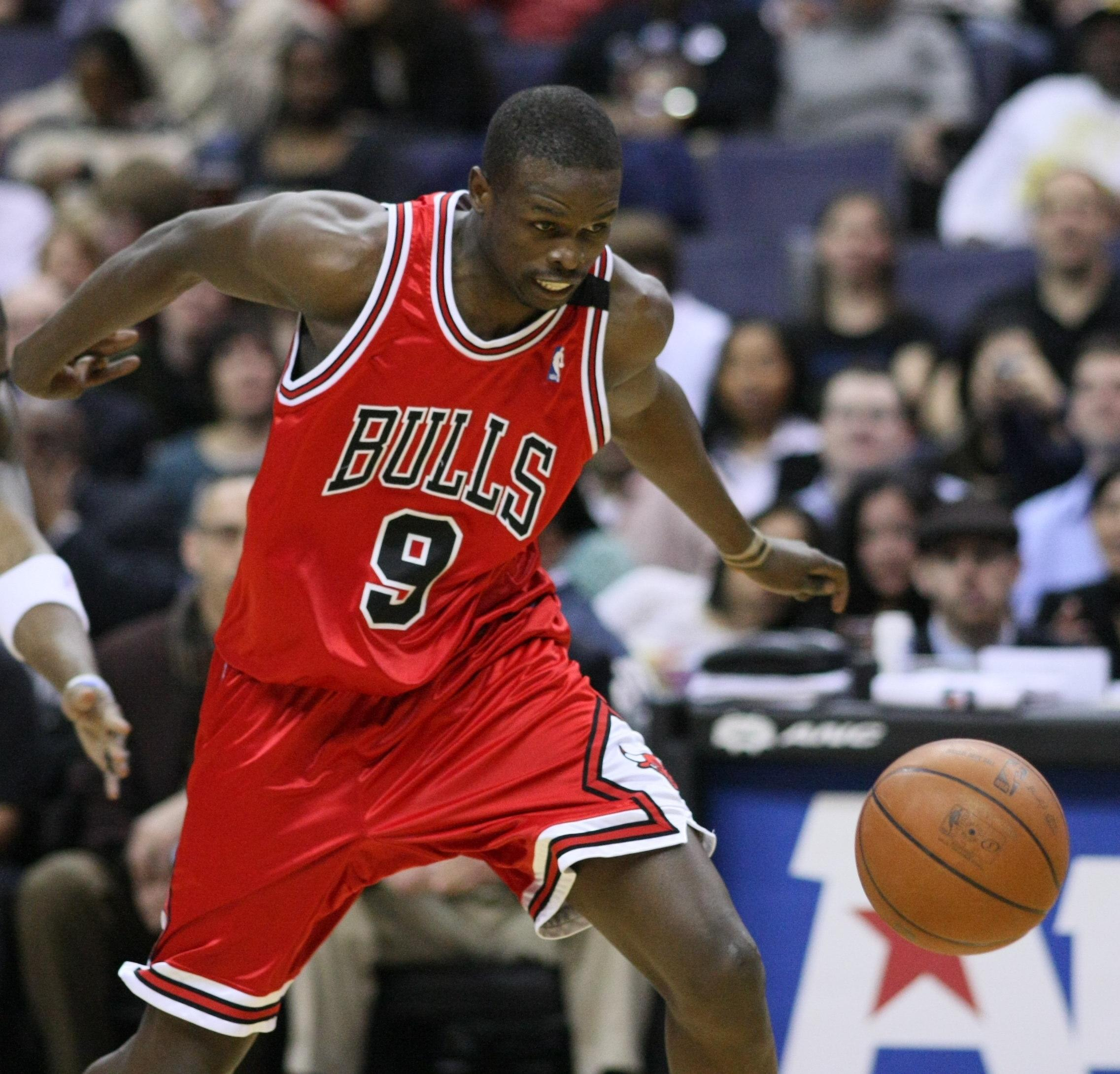
Luol Deng és l'únic estranger que ha obtingut aquest premi.

| ^   | Jugador actiu a l'NBA                                 |
| *   | Escollit en el Basketball Hall of Fame                |
| (#) | Nombre de vegades que el jugador ha obtingut el premi |

| Temporada | Jugador               | Posició      | Nacionalitat | Equip                 | Referències |
| --------- | --------------------- | ------------ | ------------ | --------------------- | ----------- |
| 1995-96   | Joe Dumars*           | Escorta      | Estats Units | Detroit Pistons       | [ 6 ]       |
| 1996-97   | Terrell Brandon       | Base         | Estats Units | Cleveland Cavaliers   | [ 7 ]       |
| 1997-98   | Avery Johnson         | Base         | Estats Units | San Antonio Spurs     | [ 8 ]       |
| 1998-99   | Hersey Hawkins        | Escorta      | Estats Units | Seattle SuperSonics   | [ 9 ]       |
| 1999-00   | Eric Snow             | Base         | Estats Units | Philadelphia 76ers    | [ 10 ]      |
| 2000-01   | David Robinson*       | Pivot        | Estats Units | San Antonio Spurs     | [ 11 ]      |
| 2001-02   | Steve Smith           | Escorta      | Estats Units | San Antonio Spurs     | [ 12 ]      |
| 2002-03   | Ray Allen             | Escorta      | Estats Units | Seattle SuperSonics   | [ 13 ]      |
| 2003-04   | P.J. Brown            | Aler pivot   | Estats Units | New Orleans Hornets   | [ 14 ]      |
| 2004-05   | Grant Hill            | Aler         | Estats Units | Orlando Magic         | [ 15 ]      |
| 2005-06   | Elton Brand           | Aler pivot   | Estats Units | Los Angeles Clippers  | [ 16 ]      |
| 2006-07   | Luol Deng^            | Aler         | Regne Unit   | Chicago Bulls         | [ 18 ]      |
| 2007-08   | Grant Hill (2)        | Aler         | Estats Units | Phoenix Suns          | [ 19 ]      |
| 2008-09   | Chauncey Billups      | Base/Escorta | Estats Units | Denver Nuggets        | [ 20 ]      |
| 2009–10   | Grant Hill (3)        | Aler         | Estats Units | Phoenix Suns          | [ 21 ]      |
| 2010–11   | Stephen Curry^        | Base         | Estats Units | Golden State Warriors | [ 22 ]      |
| 2011–12   | Jason Kidd            | Base         | Estats Units | Dallas Mavericks      | [ 23 ]      |
| 2012–13   | Jason Kidd (2)        | Base         | Estats Units | New York Knicks       | [ 24 ]      |
| 2013–14   | Mike Conley, Jr.^     | Base         | Estats Units | Memphis Grizzlies     | [ 25 ]      |
| 2014–15   | Kyle Korver^          | Aler         | Estats Units | Atlanta Hawks         | [ 26 ]      |
| 2015–16   | Mike Conley, Jr.^ (2) | Base         | Estats Units | Memphis Grizzlies     | [ 27 ]      |
| 2016–17   | Kemba Walker^         | Base         | Estats Units | Charlotte Hornets     | [ 28 ]      |